# Авела
Авела (итал. Avella) је насеље у Италији у округу Авелино, региону Кампанија.
Према процени из 2011. у насељу је живело 7372 становника. Насеље се налази на надморској висини од 206 м.

## Становништво
Према резултатима пописа становништва 2011. у општини је живело 7.788 становника.
| 1931. | 1936. | 1951. | 1961. | 1971. | 1981. | 1991. | 2001. | 2011. |
| ----- | ----- | ----- | ----- | ----- | ----- | ----- | ----- | ----- |
| 4.132 | 4.305 | 5.151 | 5.630 | 5.432 | 6.400 | 7.134 | 7.677 | 7.788 |